# Tiv
Tiv（ティブ、2月25日 - ）は、韓国出身・日本在住の漫画家、イラストレーター。女性。

## 経歴
ソウル特別市出身。高麗大学校日本語日本文学科を中退後、SOFTMAXでグラフィック、NCSOFTで原画を担当。
2005年からフリーランスのイラストレーターとなる。その後、『アンニョン！』で漫画家デビュー。
2010年夏より主な活動の場を日本に移し、埼玉県に在住。

## 作品リスト

### 漫画作品

#### 連載
- アンニョン！（『WEBコミックハイ!』）
- 神様のメモ帳（『月刊コミック電撃大王』2010年8月号 - 2012年9月号）
- ぼくラはミンナ生きテイル！（『月刊ComicREX』2010年7月号[5] - 2012年5月号）
- すくーる！すくーぷ？（『スーパーダッシュ&ゴー!』2011年[6] - ） - 単行本未収録。
- 政宗くんのリベンジ（『月刊ComicREX』2012年12月号[7] - 2018年8月号）
- こもりクインテット！（原作：杉井光原、『月刊コミック電撃大王』2013年8月号[8] - 2015年7月号）

#### 読み切り
- 天使と悪魔とランチタイム（原作：平坂読、『僕は友達が少ない 公式アンソロジーコミック3』2013年） - 『僕は友達が少ない』のアンソロジー寄稿作品。
- 『KING OF PRISM by PrettyRhythm』のアンソロジー寄稿作品（『KING OF PRISM by PrettyRhythm 電撃コミックアンソロジー』2016年）
- 僕たちの最短距離（『週刊少年マガジン』2021年第36・37合併号[9]）
- その恋、騙されてませんか？（『週刊ヤングジャンプ』2023年第20号)[10]

### イラストレーション

#### 小説関連のイラスト
- 犬憑きさん（ガンガンONLINE、唐辺葉介箸） - 挿絵を担当（全2巻）
- あずけて!時間銀行（ザ・スニーカー、いとうのぶき箸） - 挿絵を担当（全2巻）
- 少女怪談（文藝春秋、藤野千夜箸） - 挿絵を担当
- 四季 夏・冬（ガンガンONLINE、2009年7月23日・2010年12月23日）
- 昼も夜も、両手に悪女（ガガガ文庫、鳥村居子箸） - 挿絵を担当（全3巻）
- あおはるっ（MF文庫J、内田俊箸） - 挿絵を担当（全3巻）
- 予知夢がくる!（青い鳥文庫、東多江子箸） - 表紙絵、挿絵を担当
- マンガの神様（電撃文庫、蘇之一行著） - 挿絵を担当（全4巻）
- 手芸女（TO文庫、野坂律子著） - 表紙絵を担当（全1巻）
- KING OF PRISM by PrettyRhythm ノベル＆イラストアンソロジー（ビーズログ文庫アリス） - 木爾チレンの短編の挿絵を担当
- いま、n回目のカノジョ（富士見ファンタジア文庫、小林がる著） - 挿絵を担当（全1巻）
- VTuberのエンディング、買い取ります。（富士見ファンタジア文庫、朝依しると著） - 挿絵を担当（既刊2巻）

#### 漫画関連のイラスト
- ひだまりスケッチ アンソロジーコミック05（まんがタイムKRコミックス） - 表紙絵
- アイドルマスター シンデレラガールズ コミックアンソロジー cute VOL.2（DNAメディアコミックス） - 表紙絵
- ハナヤマタ アンソロジーコミック1（まんがタイムKRコミックス） - カバーイラスト
- リコリス・リコイル アンソロジーコミック　リピート（KADOKAWA） - イラスト[11]

#### キャラクター原案・デザイン
- つうかあ - キャラクター原案
- アイドル事変 - アニメーションキャラクター原案
- 星鳴エコーズ -　一部キャラクター原案[12]
- 暗転エピローグ（『電撃マオウ』2018年2月号 - 2020年1月号） - キャラクター原案
- 温泉むすめ  - 秋保 那菜子（あきう ななこ）のキャラクターデザイン・イラスト
- 福岡ソフトバンクホークス公式Vtuber  -鷹観音海（たかみね　うみ）・有鷹ひな(ありたか　ひな）のキャラクターデザイン・イラスト[13]
- マギアレコード 魔法少女まどか☆マギカ外伝（スマートフォン向けゲームアプリ） - 由良蛍キャラクターデザイン・カードイラスト[14]
- ウタヒメドリーム - HiRENのキャラクターデザイン・イラスト
- ICE on the EDGE - キャラクターデザイン・衣装デザイン[15]

#### アニメ関連のイラスト
- ささみさん@がんばらない - アニメ第5話・提供バック
- 彼女がフラグをおられたら - アニメ第9話・エンドカード
- デンキ街の本屋さん - アニメ第1話・エンドカード
- ご注文はうさぎですか?? - アニメ第9話・TOKYO MX再放送版エンドカード
- ろんぐらいだぁす! - アニメ第9話・エンドカード
- エロマンガ先生 - 作中イラスト
- 寄宿学校のジュリエット - アニメ第7話・エンドイラスト
- アイドルマスター ミリオンライブ! - アニメ第9話エンドカード
- 夜のクラゲは泳げない - アニメ第7話エンドカード

#### その他
- まぜてよ★生ボイス（携帯サイト） - 『まほ』のキャラクターイラストを担当
- ラグナロクオンライン（オンラインゲーム） - 一部のイラストを担当
- テイルズウィーバー（オンラインゲーム） - 一部のイラストを担当
- EZ2DJ 4th Trax -Over Mind-（楽曲：Delight / BGA 制作・編集） - イラストを担当
- DJMAXシリーズ（楽曲：Sunny Side, Ladymade Star / BGA 制作・編集） - イラストを担当
- 初音ミク「マジカルミライ」　- マジカルミライ2025のデザイン・メインビジュアル

### 書籍

#### 漫画単行本
- 『アンニョン！』、双葉社〈アクションコミックス〉2008年 - 2009年、全2巻
  1. 2008年8月28日発売[16]、ISBN 9784575941876
  2. 2009年6月12日発売[17]、ISBN 9784575942323
- 『神様のメモ帳』、アスキーメディアワークス〈電撃コミックス〉2011年 - 2012年、全3巻
- 『ぼくラはミンナ生きテイル！』、一迅社〈REXコミックス〉2010年 - 2012年、全3巻
  1. 2010年12月27日発売[18]、ISBN 978-4-7580-6227-5
  2. 2011年9月27日発売[19]、ISBN 978-4-7580-6279-4
  3. 2012年6月27日発売[20]、ISBN 978-4-7580-6316-6
- 『政宗くんのリベンジ』、一迅社〈REXコミックス〉2013年 - 2023年、全13巻（本編10巻、番外編3巻）
  - （新装版）2023年 - 2024年、全7巻
- 『こもりクインテット！』、原作：杉井光原、KADOKAWA〈電撃コミックスNEXT〉2014年 - 2015年、全3巻
  1. 2014年4月26日発売[21][22]、ISBN 978-4-04-866395-3
  2. 2014年11月27日発売[23]、ISBN 978-4-04-866919-1
  3. 2015年7月27日発売[24]、ISBN 978-4-04-865216-2

#### 画集
- 『Tivイラスト集 Girls Symphony』学研パブリッシング、2014年7月17日発売[25]、ISBN 978-4-05-406026-5
- 『Tiv画集 [プラトニカ / ルミナスター]』一迅社、2020年3月12日発売[26]、ISBN 978-4-7580-6835-2